# Le Gâvre

Localització de Le Gâvre

Le Gâvre (en bretó Gavr) és un municipi francès, situat a la regió de país del Loira, al departament de Loira Atlàntic, que històricament va formar part de la Bretanya. L'any 2006 tenia 1.385 habitants. Limita amb Blain al sud-est, Vay (cantó de Nozay), a l'est, Marsac-sur-Don (cantó de Guémené-Penfao), al nord-est; Guémené-Penfao, al nord; Plessé (cantó de Saint-Nicolas-de-Redon), a l'oest i Guenrouët (cantó de Saint-Gildas-des-Bois), al sud-oest.

## Demografia
| 1962                                       | 1968 | 1975 | 1982 | 1990 | 1999 |
| ------------------------------------------ | ---- | ---- | ---- | ---- | ---- |
| 811                                        | 861  | 825  | 892  | 995  | 945  |
| Des de 1962: població sense dobles comptes |      |      |      |      |      |

## Administració
| Període   | Identitat               | Partit |
| --------- | ----------------------- | ------ |
| 1959-1971 | Maurice Briand          |        |
| 1971-1994 | Jean-Paul Sansoucy      |        |
| 1994-2001 | Marie-Madeleine Beaumal |        |
| 2001-     | Jean-Philippe Combe     |        |

## Galeria d'imatges

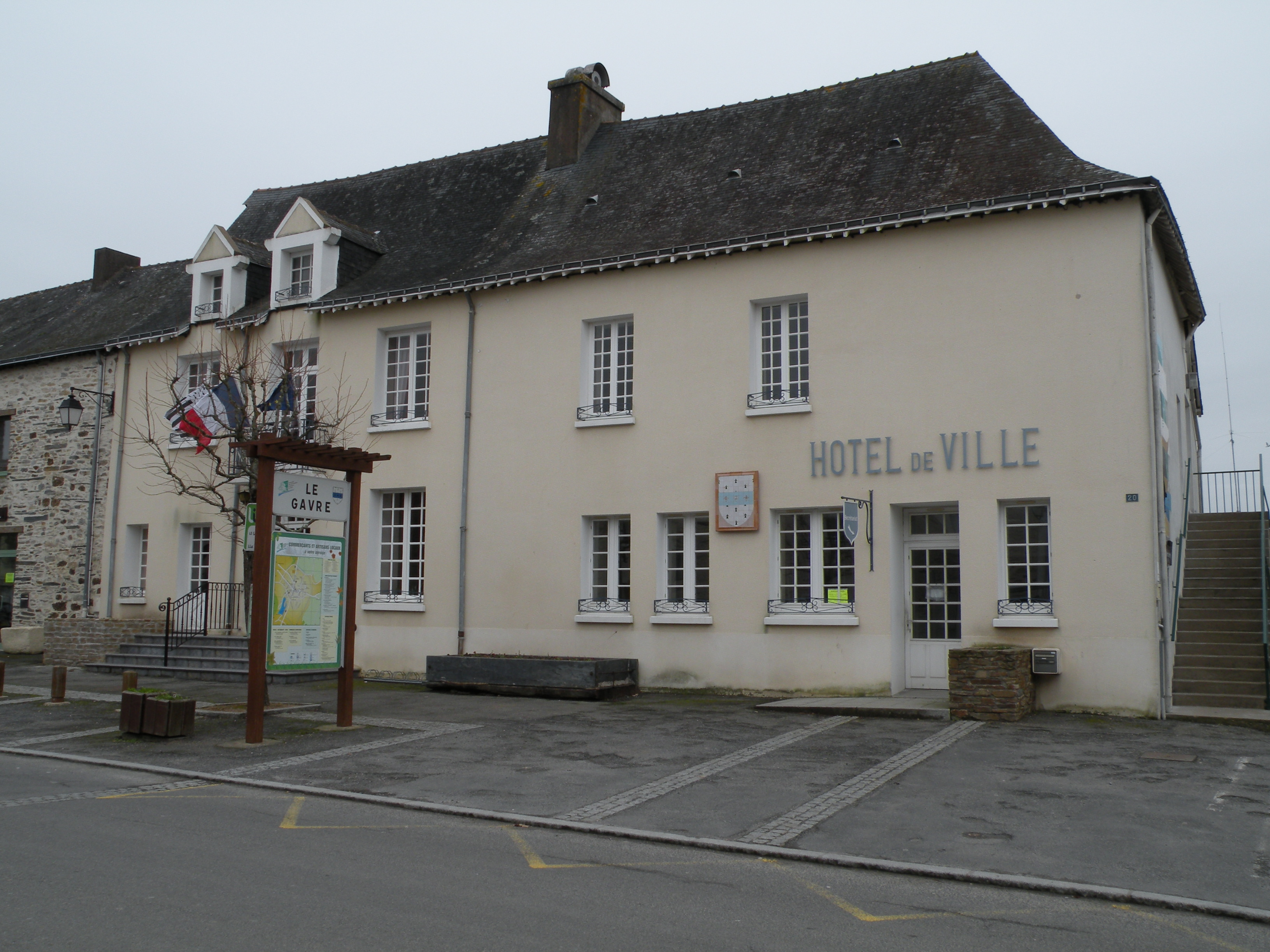
L'alcaldia
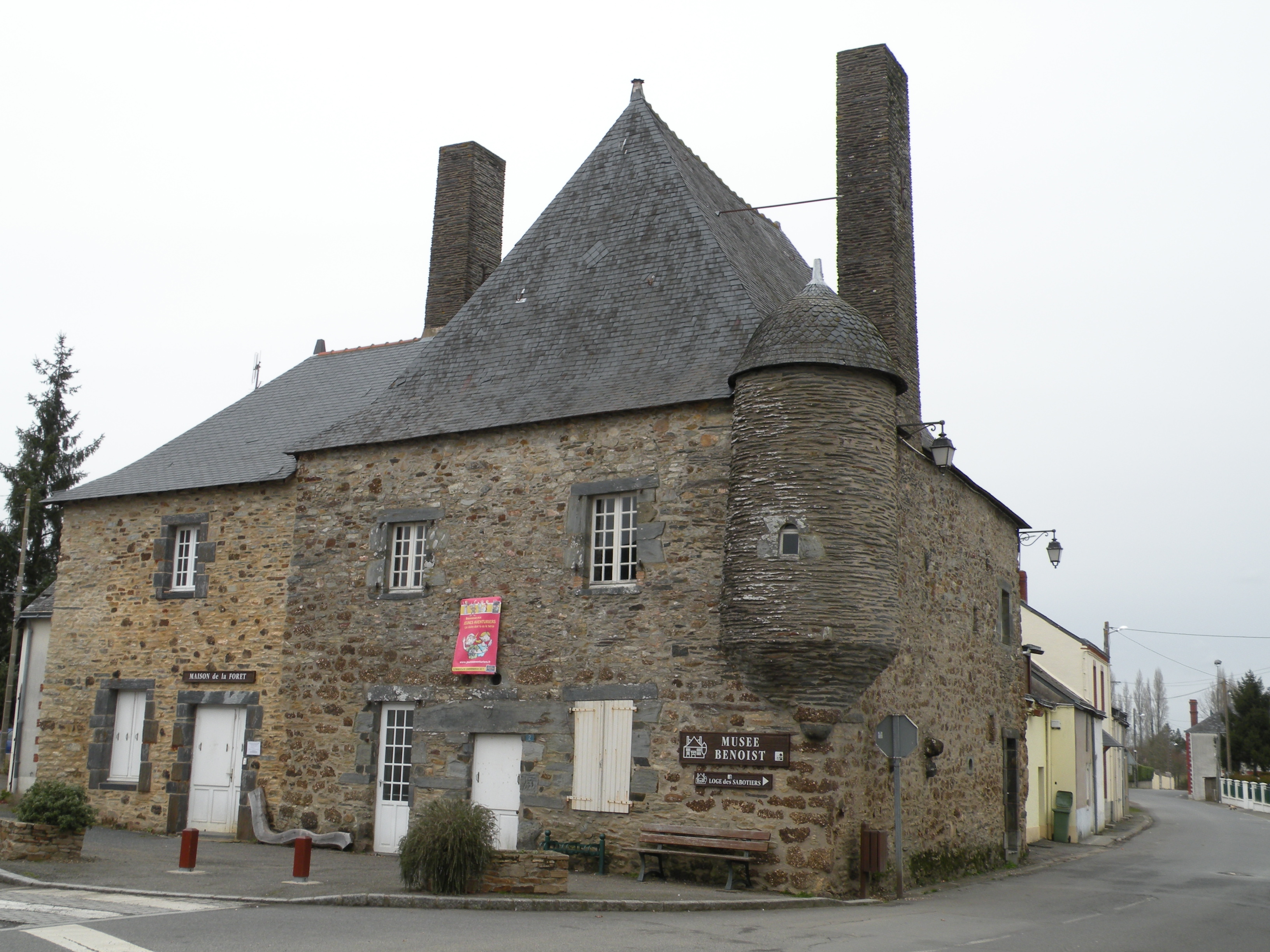
El Museu Benoist